# Roșcanii de Sus, Rezina
Roșcanii de Sus este un sat din cadrul comunei Ghiduleni din raionul Rezina, Republica Moldova.